# James Henry Gillis
Pour les articles homonymes, voir James Gillis et Gillis.
James Henry Gillis (né le 14 mai 1831 à Ridgway (Pennsylvanie) et mort le 6 décembre 1910 à Melbourne Beach), était un amiral américain. Il était connu comme le « Sailor with a charmed life » parce qu’il n'a jamais perdu un homme en mer.
L'USS Gillis (DD-260) (en) fut nommé en son honneur et en celui du commodore John P. Gillis (en).

## Sources
- (en) Cet article est partiellement ou en totalité issu de l’article de Wikipédia en anglais intitulé « James Henry Gillis » (voir la liste des auteurs).
- "Dictionary of American Naval Fighting Ships"
- Hamersly, Lewis R. (1878). The records of living officers of the U.S. navy & Marine corps: compiled from official sources. Lippincott Publishing.